# كازولا في لونيجيانا
كازولا في لونيجيانا، (بالإنجليزية: Casola in Lunigiana)‏، هي (بلدية) في مقاطعة ماسا كرارا في منطقة توسكانا الإيطالية، وتقع على بعد حوالي 100 كيلومتر (62 ميل) شمال غرب فلورنسا، وحوالي 20 كم (12 ميل) شمال ماسا.

## السكان
في سنة 1861 بلغ عدد السكان 2٬895 نسمة، وتطور العدد ليصل في سنة 2011 لـ 1٬003 نسمة.
يظهر هذا المخطط البياني تطور النمو السكاني لـ كازولا في لونيجيانا